# Фабіо Гатті
Фабіо Гатті (італ. Fabio Gatti; нар. 4 січня 1982, Перуджа) — італійський футболіст, що грав на позиції півзахисника.

## Клубна кар'єра
Вихованець «Перуджі», у складі якої дебютував у Серії А 20 травня 2001 року під керівництвом Серсе Космі в матчі проти «Брешії» (2:2). У сезоні 2002/03 для отримання ігрової практики здавався в оренду в клуб Серії Б «Катанія», після повернення з якого став основним гравцем «Перуджі» і навіть допоміг їй виграти Кубок Інтертото, втім за підсумками сезону 2003/04 вони вилетіла з вищого дивізіону.
Після цього влітку 2004 року на правах співволодіння Гатті перейшов у «Наполі», що тоді грав у Серії С1. Фабіо пройшов з клубом шлях від третього до вищого дивізіону країни, але основним гравцем не був, через що здавався в оренди до «Кремонезе» та «Модени».
16 вересня 2008 року Гатті повернувся до рідної «Перуджа», з якою підписав трирічний контракт. Команда виступала у Лега Про Пріма Дівізіоне, третьому за рівнем дивізіоні Італії, де гравець за півтора року провів 38 матчів, а ще пів сезону зіграв на правах оренди у «Віченца» з Серії Б.
4 січня 2011 року він підписав угоду з «Паганезе», що також виступав у третьому дивізіоні, де за півроку провів 14 виступів, після чого завершував кар'єру у клубах Лега Про Секонда Дівізіоне, четвертому дивізіоні, граючи за «Лекко» та «Фоліньйо» до 2013 року.
Після виходу на пенсію він став технічним помічником спортивного директора Шона Сольяно (його партнера в «Перуджі») в «Еллас Вероні», а потім також у «Карпі» та «Барі».

## Виступи за збірну
Протягом 2001–2003 років залучався до складу молодіжної збірної Італії, у складі якої поїхав на молодіжний чемпіонат Європи 2002 року у Швейцарії, де його команда дійшла до півфіналу. Всього на молодіжному рівні зіграв у 8 офіційних матчах.

## Статистика виступів

### Статистика клубних виступів
| Сезон               | Команда             | Чемпіонат           | Чемпіонат | Чемпіонат | Національний кубок | Національний кубок | Національний кубок | Континентальні кубки | Континентальні кубки | Континентальні кубки | Інші змагання | Інші змагання | Інші змагання | Усього | Усього |
| Сезон               | Команда             | Ліга                | Ігор      | Голів     | Ліга               | Ігор               | Голів              | Ліга                 | Ігор                 | Голів                | Ліга          | Ігор          | Голів         | Ігор   | Голів  |
| ------------------- | ------------------- | ------------------- | --------- | --------- | ------------------ | ------------------ | ------------------ | -------------------- | -------------------- | -------------------- | ------------- | ------------- | ------------- | ------ | ------ |
| 2000–01             | «Перуджа»           | A                   | 2         | 0         | КІ                 | 0                  | 0                  | Інт                  | 0                    | 0                    | -             | -             | -             | 2      | 0      |
| 2001–02             | «Перуджа»           | A                   | 24        | 0         | КІ                 | 3                  | 0                  | -                    | -                    | -                    | -             | -             | -             | 25     | 0      |
| серп. 2002          | «Перуджа»           | A                   | 1         | 0         | КІ                 | 0                  | 0                  | Інт                  | 0                    | 0                    | -             | -             | -             | 1      | 0      |
| серп. 2002–03       | «Катанія»           | B                   | 25        | 0         | КІ                 | -                  | -                  | -                    | -                    | -                    | -             | -             | -             | 25     | 0      |
| 2003–04             | «Перуджа»           | A                   | 22        | 0         | КІ                 | 6                  | 0                  | Інт+КУЄФА            | 4+5                  | 0                    | -             | -             | -             | 1      | 0      |
| 2004–05             | «Наполі»            | C1                  | 16        | 0         | -                  | -                  | -                  | -                    | -                    | -                    | -             | -             | -             | 16     | 0      |
| 2006-січ. 2006      | «Наполі»            | C1                  | 4         | 0         | КІ+КІ-C            | 4+3                | 0                  | -                    | -                    | -                    | -             | -             | -             | 11     | 0      |
| січ.-черв. 2006     | «Кремонезе»         | B                   | 16        | 0         | КІ                 | -                  | -                  | -                    | -                    | -                    | -             | -             | -             | 16     | 0      |
| 2006–07             | «Наполі»            | B                   | 23        | 0         | КІ                 | 2                  | 0                  | -                    | -                    | -                    | -             | -             | -             | 25     | 0      |
| 2007-січ. 2008      | «Наполі»            | A                   | 0         | 0         | КІ                 | 1                  | 0                  | -                    | -                    | -                    | -             | -             | -             | 1      | 0      |
| Усього за «Наполі»  | Усього за «Наполі»  | Усього за «Наполі»  | 43        | 0         |                    | 10                 | 0                  |                      | -                    | -                    |               | -             | -             | 53     | 0      |
| січ.-черв. 2008     | «Модена»            | B                   | 18        | 0         | КІ                 | -                  | -                  | -                    | -                    | -                    | -             | -             | -             | 18     | 0      |
| 2008–09             | «Перуджа»           | ПД                  | 24        | 1         | КІ+КІ-ЛП           | 0                  | 0                  | -                    | -                    | -                    | -             | -             | -             | 24     | 1      |
| 2009-січ. 2010      | «Перуджа»           | ПД                  | 14        | 0         | КІ+КІ-ЛП           | 2+4                | 0                  | -                    | -                    | -                    | -             | -             | -             | 20     | 0      |
| Усього за «Перуджу» | Усього за «Перуджу» | Усього за «Перуджу» | 87        | 1         |                    | 15                 | 0                  |                      | 9                    | 0                    |               | -             | -             | 111    | 1      |
| січ.-черв. 2010     | «Віченца»           | B                   | 11        | 1         | КІ                 | -                  | -                  | -                    | -                    | -                    | -             | -             | -             | 11     | 1      |
| січ.-черв. 2011     | «Паганезе»          | ПД                  | 14        | 0         | КІ-ЛП              | -                  | -                  | -                    | -                    | -                    | -             | -             | -             | 14     | 0      |
| 2011–12             | «Лекко»             | СД                  | 18+2      | 0         | КІ-ЛП              | 6                  | 0                  | -                    | -                    | -                    | -             | -             | -             | 26     | 0      |
| 2012–13             | «Фоліньйо»          | СД                  | 14        | 0         | КІ-ЛП              | 1                  | 0                  | -                    | -                    | -                    | -             | -             | -             | 15     | 0      |
| Усього за кар'єру   | Усього за кар'єру   | Усього за кар'єру   | 2?2       | 2         |                    | 32                 | 0                  |                      | 9                    | 0                    |               | -             | -             | 271    | 2      |

## Титули і досягнення
- Володар Кубка Інтертото (1):

«Перуджа»: 2003